# 일계수 다항식
대수학에서 일계수 다항식(一係數多項式, 영어: monic polynomial 모닉 폴리노미얼[*])은 최고차 항의 계수가 1인 다항식이다. 이들의 집합은 곱셈에 대하여 모노이드를 이루며, 인자(因子) 관계에 대하여 부분 순서 집합을 이룬다.

## 정의
가환환 {\displaystyle K} 계수의 다항식환 {\displaystyle K[x]}의 원소
{\displaystyle p=a_{n}x^{n}+a_{n-1}x^{n-1}+\dotsb +a_{1}x+a_{0}\in K[x]\qquad (a_{0},a_{1},\dotsc ,a_{n}\in K)}
를 생각하자. 만약 {\displaystyle a_{n}=1}이라면, 다항식 {\displaystyle p}를 일계수 다항식이라고 한다.
예외적으로, 다항식 {\displaystyle p=0}은 일계수 다항식으로 간주하지 않는다.
일계수 다항식들의 부분 집합을 {\displaystyle \operatorname {Monic} (K[x])}로 표기하자.

## 성질

### 곱셈에 대한 닫힘
유한 개의 일계수 다항식들의 곱은 일계수 다항식이다. 즉, 가환환 {\displaystyle K} 계수의 다항식환 {\displaystyle K[x]} 속에서, 일계수 다항식들의 집합 {\displaystyle \operatorname {Monic} (K[x])\subseteq K[x]}은 곱셈에 대한 가환 모노이드를 이룬다.
반면, 일계수 다항식들은 일반적으로 덧셈에 대하여 닫혀 있지 않다.

### 부분 순서
가환환 {\displaystyle K}에 대하여, {\displaystyle (\operatorname {Monic} (K[x]),\mid )}는 다음과 같이 부분 순서 집합을 이룬다. 여기서 {\displaystyle p\mid q}는
{\displaystyle q(x)=p(x)r(x)}
가 되는 다항식 {\displaystyle r\in K[x]}이 존재함을 뜻한다.
(반면, 일계수 다항식 조건을 생략한다면, {\displaystyle (K[x],\mid )}는 일반적으로 원순서 집합이지만 부분 순서 집합이 아닐 수 있다. 예를 들어, 임의의 가역원 {\displaystyle a\in K^{\times }}에 대하여 {\displaystyle 1\mid a\mid 1}이지만 {\displaystyle 1\neq a}일 수 있다.)